# ルーズ・ユアセルフ
「ルーズ・ユアセルフ」（Lose Yourself）は、アメリカ合衆国のラッパー、エミネムの楽曲。

## 概要
2002年に、自身が主演の映画『8 Mile』のサウンドトラックの主題歌として発表されると、ヨーロッパのシングルチャートのトップを席巻し、特にアメリカのBillboard Hot 100では12週連続首位を獲得。グラミー賞2部門受賞・2部門ノミネートされただけでなく、さらにはアカデミー賞歌曲賞を受賞した（ラップの主題歌がアカデミー賞を受賞したのは本作が初）。
ローリング・ストーンの選ぶオールタイム・グレイテスト・ソング500では166位にランクインし、VH1の25年間における100の名曲では4位にランクインした。
2009年3月、アメリカ合衆国でのダウンロードが、自身初の200万回を突破した。

## 収録曲
CD single
1. "Lose Yourself" – 5:27
2. "Renegade" (featuring Jay-Z) – 5:37
3. "Lose Yourself" (instrumental) – 5:29

CD maxi
1. "Lose Yourself"
2. "Lose Yourself" (instrumental)
3. "Renegade" (featuring Jay-Z)
4. "Lose Yourself" (video)

## チャート
| チャート (2002–2003年)                   | 最高位 |
| ---------------------------------------- | ------ |
| オーストラリア (ARIA)                    | 1      |
| Australian Urban (ARIA)                  | 1      |
| オーストリア (Ö3 Austria Top 40)         | 1      |
| ベルギー (Ultratop 50 Flanders)          | 1      |
| ベルギー (Ultratop 50 Wallonia)          | 1      |
| ブラジル (ABPD)                          | 1      |
| カナダ (Nielsen SoundScan)               | 1      |
| クロアチア (HRT)                         | 1      |
| チェコ (IFPI)                            | 11     |
| デンマーク (Tracklisten)                 | 1      |
| エルサルバドル (Notimex)                 | 1      |
| ヨーロッパ (Billboard)                   | 1      |
| フィンランド (Suomen virallinen lista)   | 1      |
| フランス (SNEP)                          | 3      |
| ドイツ (GfK Entertainment charts)        | 2      |
| ギリシャ (IFPI)                          | 1      |
| グアテマラ (Notimex)                     | 4      |
| ハンガリー (Single Top 40)               | 1      |
| アイルランド (IRMA)                      | 1      |
| イタリア (FIMI)                          | 1      |
| オランダ (Dutch Top 40)                  | 1      |
| オランダ (Single Top 100)                | 1      |
| ニュージーランド (Recorded Music NZ)     | 1      |
| ノルウェー (VG-lista)                    | 1      |
| ポルトガル (AFP)                         | 1      |
| ルーマニア (Romanian Top 100)            | 6      |
| スコットランド (Official Charts Company) | 2      |
| スペイン (PROMUSICAE)                    | 9      |
| スウェーデン (Sverigetopplistan)         | 1      |
| スイス (Schweizer Hitparade)             | 1      |
| UK シングルス (OCC)                      | 1      |
| UK R&B (OCC)                             | 1      |
| US Billboard Hot 100                     | 1      |
| US Alternative Airplay (Billboard)       | 14     |
| US Hot R&B/Hip-Hop Songs (Billboard)     | 4      |
| US Hot Rap Songs (Billboard)             | 2      |
| US Pop Airplay (Billboard)               | 1      |
| US Rhythmic (Billboard)                  | 1      |

| チャート (2022年)                      | 最高位 |
| -------------------------------------- | ------ |
| カナダ (Canadian Hot 100)              | 18     |
| Global 200 (Billboard)                 | 25     |
| スロヴァキア (Singles Digitál Top 100) | 43     |

| チャート (2002年)          | 順位 |
| -------------------------- | ---- |
| カナダ (Nielsen SoundScan) | 62   |
| イギリス (OCC)             | 32   |
| 全米 Billboard Hot 100     | 63   |

| チャート (2003年)                                  | 順位 |
| -------------------------------------------------- | ---- |
| オーストラリア (ARIA)                              | 2    |
| オーストリア (Ö3 Austria Top 40)                   | 6    |
| ベルギー (Ultratop Flanders)                       | 16   |
| ベルギー (Ultratop Wallonia)                       | 7    |
| ヨーロッパ (European Hot 100 Singles)              | 1    |
| フランス (SNEP)                                    | 12   |
| ドイツ (Official German Charts)                    | 6    |
| アイルランド (IRMA)                                | 6    |
| イタリア (FIMI)                                    | 7    |
| オランダ (Dutch Top 40)                            | 12   |
| オランダ (Single Top 100)                          | 11   |
| ニュージーランド (Recorded Music NZ)               | 30   |
| ルーマニア (Romanian Top 100)                      | 33   |
| スウェーデン (Sverigetopplistan)                   | 1    |
| スイス (Schweizer Hitparade)                       | 12   |
| イギリス (OCC)                                     | 25   |
| 全米 Billboard Hot 100                             | 28   |
| 全米 ホット R&B/ヒップホップ・ソングス (Billboard) | 71   |

| チャート (2017年) | 順位 |
| ----------------- | ---- |
| フランス (SNEP)   | 199  |

| チャート (2022年)          | 順位 |
| -------------------------- | ---- |
| グローバル 200 (Billboard) | 120  |

| チャート (2000–2009年)             | 順位 |
| ---------------------------------- | ---- |
| オーストラリア (ARIA)              | 7    |
| ドイツ (Official German Charts)    | 44   |
| オランダ (Single Top 100)          | 52   |
| イギリス (Official Charts Company) | 49   |
| 全米 Billboard Hot 100             | 28   |
| チャート (2010–2019年)             | 順位 |
| オーストラリア (ARIA)              | 88   |

| チャート                                    | 順位 |
| ------------------------------------------- | ---- |
| 全米 Billboard ポップ・ソングス (1992–2017) | 100  |
| 全米 Billboard Hot 100 (1958–2018)          | 169  |

| 先代 "ディレンマ" by ネリー featuring ケリー・ローランド                                         | Billboard Hot 100ナンバー1シングル November 9, 2002 - January 25, 2003 (12週)                                           | 次代 "Bump, Bump, Bump" by B2K featuring P. Diddy                    |
| 先代 "Dirrty" by クリスティーナ・アギレラ featuring レッドマン                                   | アイルランド・ IRMA ナンバー1シングル 2003年12月7日 - 2003年1月4日 (5週)                                                | 次代 "Sound of the Underground" by ガールズ・アラウド                |
| 先代 "Born to Try" by デルタ・グッドレム                                                         | ARIA ナンバー1シングル December 8, 2002 - February 23, 2003年2月23日 (12週)                                             | 次代 "Beautiful" by クリスティーナ・アギレラ                         |
| 先代 "If You're Not The One" by ダニエル・ベディングフィールド                                   | UK number-one single December 8, 2002 (1週)                                                                             | 次代 "Sorry Seems to Be the Hardest Word" by ブルー&エルトン・ジョン |
| 先代 "Per me è importante" by Tiromancino                                                        | Italian FIMI number-one single December 12, 2002 (1週)                                                                  | 次代 "Per me è importante" by Tiromancino                            |
| 先代 "ディレンマ" by ネリー featuring ケリー・ローランド                                         | Belgian (Flanders) number-one single January 4, 2003 - January 18, 2003 (3週)                                           | 次代 "Live on Mars" by Jasper Steverlinck + Steven & Stijn Kolacny   |
| 先代 "Feel" by ロビー・ウィリアムズ                                                              | Dutch Top 40 number-one single 2003年1月4日 -2003年2月1日 (5週)                                                         | 次代 "Sorry Seems to Be the Hardest Word" by ブルー&エルトン・ジョン |
| 先代 "アセレヘ 魔法のケチャップソング" by ラス・ケチャップ                                       | Norwegian VG-Listaナンバー1シングル 2/2003 - 5/2003 (4 weeks)                                                           | 次代 "Nu Flow" by Big Brovaz                                         |
| 先代 "Tiernapojat" by Timo Rautiainen & Trio Niskalaukaus "In the Shadows" by ザ・ラスマス       | Finnish number-one single 2/2003 (1 week) 6/2003 - 7/2003 (2週)                                                         | 次代 "In the Shadows" by ザ・ラスマス "Music" by ダルード            |
| 先代 "Der Steuersong (Las Kanzlern)" by Die Gerd Show                                            | Austrian number-one single January 12, 2003 - January 26, 2003 (3週)                                                    | 次代 "All the Things She Said" by t.A.T.u.                           |
| 先代 "アセレヘ 魔法のケチャップソング" by ラス・ケチャップ "All the Things She Said" by t.A.T.u. | Eurochart Hot 100 number-one single January 18, 2003 - February 8, 2003 (4 weeks) March 22, 2003 - April 12, 2003 (4週) | 次代 "All the Things She Said" by t.A.T.u. "In da Club" by t.A.T.u.  |
| 先代 "Tu es foutu" by In-Grid                                                                    | Swedish number-one single January 23, 2003 - March 13, 2003 (8週)                                                       | 次代 "I Drove All Night" by セリーヌ・ディオン                       |
| 先代 "Paris Latino" by Star Academy 2                                                            | Belgian (Wallonia) number-one single January 25, 2003 - February 15, 2003 (4週)                                         | 次代 "ムディアント・バティ・ケ" by パンジャビ MC                     |
| 先代 "アセレヘ 魔法のケチャップソング" by ラス・ケチャップ                                       | New Zealand RIANZ number-one single January 26, 2003 - February 9, 2003 (3週) February 23, 2003 (1週)                   | 次代 "Nu Flow" by Big Brovaz "All the Things She Said" by t.A.T.u.   |
| 先代 "Every Little Part of Me" by Julie                                                          | Danish number-one single January 30, 2003 (1週)                                                                         | 次代 "Superstar" by Christine Milton                                 |
| 先代 "Le Frunkp" by Alphonse Brown                                                               | Swiss number-one single March 9, 2003 (1週) March 23, 2003 (1週)                                                        | 次代 "Le Frunkp" by Alphonse Brown "Take Me Tonight" by Alexander    |

## ミュージック・ビデオ
撮影は、アンバサダー橋を含むデトロイトで行われた。映画『8 Mile』からのものと、映画のサウンドトラックのジャケットにある "8 Mile Rd. Mobile Court"の標識の前で、新たにエミネムがパフォーマンスしたものの収録版からのものがある。
内容は、ラビットの生活とエミネムの実生活に焦点が当てられており、ラップをする際、白人のラッパーということでブーイングを食らうなどといった困難に直面したり、アルコール中毒の母親や周囲の人物とやっていかなければならないことが描かれている。
2003年、Much Music Video AwardsのFavourite International Artistを受賞した。同年、MTV Video Music Awardsでこの映画は最優秀映画ビデオ賞を受賞し、最優秀ビデオ賞、最優秀男性アーティスト賞、Best Rap Video, Viewer's Choiceなどにもノミネートされた。また、日本のMTV Video Music Awardsでも最優秀映画ビデオ賞を受賞した。

## 他作品での使用
- 青春ドラマw:Instant Starでは第1話がLose Yourselfとなっており、冒頭からこの楽曲が使用された。
- 映画『最'狂'絶叫計画』において、映画8 Mileがパロディされ、この楽曲のPVもパロディされた。
- クイーン+ポール・ロジャースは2005–2006のツアーでこの楽曲を用いた。
- 2006年5月15日、ジョディ・フォスターは、ペンシルベニア大学の卒業式のスピーチでこの楽曲のサビを引用した[75]。
- ドイツの刑事ドラマLenßen & Partnerではこの楽曲がテーマ曲として一部分だけ使用された。
- 2006年10月、ミネアポリスのK102 Morning Crewとのインタビューで、テイラー・スウィフトはこの楽曲を気に入って、アコースティックバージョン（イントロ-1番）を披露。
- East Village Opera Companyはアンコールとしてオーケストラをバックにこの楽曲をうたった。

## パロディ
- アル・ヤンコビックがカウチ・ポテトなるパロディソングを 2003年のアルバムPoodle Hatに含めた。エミネム本人は楽曲制作に関しては許可を与えたがPV制作の許可は与えなかった。なお、ヤンコビックは自身のウェブサイトで8 MileのポスターをパロディしたTシャツをリリースした。
- 2003年、オーストラリアのコメディ・デュオScared Weird Little Guysが民謡 "ワルチング・マチルダ"のラップ盤にして、この楽曲と "Cleanin' Out My Closet"のパロディでもある"Cleanin' Out My Tuckerbag"を発表した。ただし、エミネムのクレジットはなし。
- Apologetix はLook Yourselfというパロディ曲を作った。
- テレビ番組ロボット・チキンではバッグス・バニーがこの楽曲のラップを披露し、本編中でルーニー・テューンズの映像が使用された。
- Lupe Fiascoは自身の楽曲"Lu Myself"をミックステープ Lupe the Jedi and the Touch The Sky で用いた。
- ニコニコ動画などではこの曲のＰＶに嘘字幕をつけた「エミネムさんが教えてくれるシリーズ」が多数のユーザーにより投稿されている。
- スペースシャワーTVで放映された番組「スペシャボーイズ・ザ・ワールド」にて初音ミク特集を放映した際、初音ミクに何を歌わせたかを答えるクイズコーナーにて初音ミクに歌わせた。